# 廣木隆一
廣木 隆一（ひろき りゅういち、1954年1月1日 - ）は、日本の映画監督、脚本家、俳優。福島県郡山市出身。

## 人物・来歴
福島県立須賀川高等学校卒業後、大学進学で上京するが中退。アメリカン・ニューシネマの影響を受けて、アテネフランセの映画技術美学講座で学ぶ。
フリーの演出部として中村幻児監督の一連の作品『超淫力 絶頂女』他多数に助監督として携わる。
1982年、ピンク映画 『性虐!女を暴く』 でデビュー。1983-85年に連作されたゲイ・ポルノ映画「ぼくら」三部作（『ぼくらの時代』、『ぼくらの季節』、『ぼくらの瞬間』）など、独特の空間描写でシティ派の異名をとる。
1980年代半ばに、にっかつ系で『The SM』『ザ・折檻』など超ハードなドキュメント風SMをキネコで撮り話題を呼んだ匿名監督・伊集院剛の正体（の一人）であることをインタビューなどで明かしている。
1994年、米俳優ロバート・レッドフォードが主催する新人育成の世界的登竜門サンダンス映画祭において奨学金を獲得して渡米。
2003年、寺島しのぶを主役に起用した 『ヴァイブレータ』 で第25回ヨコハマ映画祭で監督賞をはじめ5部門、その他40以上の国際映画祭で数々の賞を受賞した。
2015年、処女小説『彼女の人生は間違いじゃない』発表。2017年には、瀧内公美を主役に起用し、映画化した。
近年は海外（主にヨーロッパ）での人気が高まり、特集上映が相次いでいる。
恋愛映画の名手と称され、とりわけ2010年代以降は少女漫画原作の恋愛映画を次々と手がけており、三木孝浩、新城毅彦とともに「胸キュン映画三巨匠」と呼ばれることもある。

## 監督作品

### 映画
- 性虐!女を暴く（1982年）
- 木又三郎君の事　ぼくらの時代（1983年）
- 西川瀬里奈・覗き部屋の女（1983年）
- -IMPOSSIBLE DREAM- ぼくらの季節（1983年）
- 白昼女子高生を犯す（1984年）　※別タイトル「欲望の海 義母を犯す」
- 痴漢とスカート（1984年）
- 先生、私の体に火をつけないで（1984年）
- 蜜に濡れる女 （1984年）
- やりんこチエ・いちじく診察台（1985年） - 兼脚本
- ぼくらの瞬間（1985年）
- 白衣調教（1986年）
- 禁断・生贄の女（1986年）
- SM教室・失禁（1986年）
- 発情娘・ぐりぐり遊び（1986年）
- 盗撮マニア・FRIDAYの女（1986年）
- ロマン子クラブ・エッチがいっぱい（1986年）
- 小林ひとみの本性（1987年）
- 菊池エリ・巨乳責め（1988年）
- 聖熟女（1988年）
- 童貞物語4・ぼくもスキーに連れてって（1989年）
- さわこの恋 上手な嘘の恋愛講座（1990年）
- ジ・ゴ・ロ（1991年）
- テンカウント（1992年）
- 魔王街・サディスティックシティ（1993年）
- 夢魔（1994年）
- 800 TWO LAP RUNNERS（1994年）- 高崎映画祭若手監督グランプリ、第4回日本映画批評家大賞 監督賞
- 君といつまでも（1995年）
- ゲレンデがとけるほど恋したい。（1996年）
- 「物陰に足拍子」より MIDORI（1996年）
- 晴レタ日ニハ…（1999年）
- 天使に見捨てられた夜（1999年）
- 東京ゴミ女（2000年） - 第10回日本映画批評家大賞 監督賞[6]
- 不貞の季節（2000年）[7]
- 美脚迷路（2001年）[8]
- 理髪店主のかなしみ（2002年）
- 刑事（デカ）まつり（2003年）
- ヴァイブレータ（2003年） - ヨコハマ映画祭監督賞、高崎映画祭監督賞
- 機関車先生（2004年）
- ガールフレンド（2005年）
- female「太陽のみえる場所まで」（2005年） ※オムニバス映画
- L'amant ラマン（2005年）
- ラン・スパイ・ラン（2005年12月17日公開、スローラーナー）
- やわらかい生活（2006年）
- 予感（2006年） - 兼 脚本
- 恋する日曜日（2006年）
- M（2007年）
- 恋する日曜日 私。恋した（2007年）
- 縛師（2008年） ※ドキュメンタリー
- きみの友だち（2008年）
- ニュータイプ ただ、愛のために（2008年）
- 余命1ヶ月の花嫁（2009年）
- 僕らは歩く、ただそれだけ（2009年） - 兼脚本 ※劇場未公開作[9]
- 雷桜（2010年）
- 軽蔑（2011年） - 高崎映画祭監督賞
- こどものみらい いん ふくしま（2011年）
- RIVER（2012年） - 兼 脚本・原案[10]
- きいろいゾウ（2013年）
- 海辺の町で（2013年）
- だいじょうぶ3組（2013年）
- 100回泣くこと（2013年）
- さよなら歌舞伎町（2015年）
- 娚の一生（2015年）
- ストロボ・エッジ（2015年）
- オオカミ少女と黒王子 （2016年）
- 夏美のホタル（2016年）
- PとJK（2017年）
- ナミヤ雑貨店の奇蹟（2017年）
- 彼女の人生は間違いじゃない（2017年）- 兼 原作
- 伊藤くん A to E（2018年）
- ママレード・ボーイ（2018年）
- ここは退屈迎えに来て（2018年）
- 彼女（2021年4月15日、Netflix）[11]
- ノイズ（2022年1月28日）[12]
- 夕方のおともだち（2022年2月4日公開）[13]
- あちらにいる鬼（2022年11月11日公開）
- 母性（2022年11月23日公開）
- 月の満ち欠け（2022年12月2日公開）
- 恋に至る病（2025年10月24日公開）

### テレビドラマ
- アイノウタ（2002年4月7日 - 9月29日、BS-i）
- ひと夏のパパへ（2003年7月2日 - 9月3日、TBS）
- 4TEEN（2004年7月25日、WOWOW） - 文化庁芸術祭テレビ部門優秀賞
- 恋する日曜日（セカンドシリーズ）（BS-i）
  - 「終わらない歌」（2005年4月3日・10日）
  - 「君が僕を知ってる」 （2005年8月14日・21日・28日）
- 文學の唄 恋する日曜日「新居」（2005年12月4日、BS-i）
- ケータイ刑事 銭形雷 （BS-i）
  - 1stシーズン 第1話（2006年1月1日）
  - 2ndシーズン 第1話（2006年7月1日）、第12話&第13話（2006年9月16日、23日）
- 東京少女（BS-i）
  - 東京少女 セピア編「麻婆少女」（2007年9月27日）
  - 東京少女 岡本杏理「私の唇バニラ味」（2008年8月16日）
- ケータイ刑事 銭形海（セカンドシリーズ） 第10話（2007年12月8日、BS-i）
- NEW TYPE 〜ただ、愛のために〜 第1話「神になれなかった者たちよ」（2008年3月27日、TBS）
- 女優力 第8回 特別編・満島ひかり「息ぐるしい」（2010年2月27日、日本テレビ）
- ソドムの林檎〜ロトを殺した娘たち（2013年3月23日 - 4月13日、WOWOW）
- 三面記事の女たち -愛の巣-（2015年2月20日、フジテレビ）
- 女性作家ミステリーズ 美しき三つの嘘 第2話「炎」（2016年1月4日、フジテレビ）
- 伊藤くん A to E（2017年8月21日 - 9月15日、毎日放送） 総監督・監督
- 生きとし生けるもの（2024年5月6日、テレビ東京）

### PV
- 舞花「心」（2010年10月20日）[14]
- KinKi Kids「まだ涙にならない悲しみが」（2013年10月23日） - 脚本も担当[15]
- 前田敦子「Selfish」（2016年6月22日）
- フジファブリック「Water Lily Flower」（2018年10月3日）

### 配信ドラマ
- I LOVE YOU「Sidewalk Talk」（2013年8月配信開始）[16]
- 眠れぬ真珠（2015年4月22日配信開始、dTV）
- 火花 （2016年、Netflix）総監督・監督
- 彼女（2021年4月15日、Netflix）[17]
- モダンラブ・東京（2022年秋配信、Amazon Prime Video）[18]

## 出演作品

### 映画
- 火星のカノン（2002年9月28日公開、配給：アルゴ・ピクチャーズ、監督：風間志織）
- いたいふたり（2002年12月7日公開、配給：ソクリ、監督：斉藤久志） - 吉刀 役
- サヨナラCOLOR（2005年8月13日公開、配給：ザジフィルムズ、監督：竹中直人） - 住職 役
- 色即ぜねれいしょん（2009年8月15日公開、配給：スタイルジャム、監督：田口トモロヲ）

### テレビ番組
- ザ少年倶楽部プレミアム（2013年6月19日、NHK BSプレミアム） - 『100回泣くこと』について大倉忠義、国分太一とトーク[19]

## 小説
- 彼女の人生は間違いじゃない（2015年）ISBN 978-4-30-902400-4